# Lambert Cadoc
Pour les articles homonymes, voir Cadoc.
Lambert Cadoc appelé également seigneur de Gaillon, est un archer gallois, chef de routiers au service de Philippe Auguste, mort en 1231.
Durant 20 ans, il participe à la plupart des guerres de Philippe Auguste. Il s’illustre notamment lors de la conquête de la Normandie, en étant l'un des grands artisans de la prise de Château-Gaillard en 1204. Le roi le récompense largement en fiefs (Gaillon) et le nomme bailli de Pont-Audemer. En 1220, il déplaît au roi, qui le dépossède de ses biens et le fait emprisonner. En 1227, la régente Blanche de Castille le fait libérer.

## Différents noms
L'anthroponyme Cadoc est typiquement gallois et porté par un saint du VIe siècle  : saint Cadoc.

En revanche, les mentions sous lesquelles on retrouve Lambert Cadoc divergent quelque peu :
- Seigneur de Gaillon
- Cadulcus castellanus de Gaillon
- Calculc
- Cadoulc

## Biographie
Ses origines familiales sont inconnues. On sait seulement que c'est un très bon archer d'origine galloise,. Recruté au pays de Galles par Richard Cœur de Lion pour combattre le roi de France, il change très vite de camp avec sa troupe de mercenaires.

### 1194-1200. Au service de Philippe Auguste contre le roi Richard
Au début de l'année 1194, Philippe Auguste profite de l'emprisonnement de Richard Cœur de Lion pour attaquer la Normandie. Il s'empare du château de Gaillon, défendu par le chevalier Geoffroy Braket, et en confie la défense à Cadoc,,. 
Revenu de captivité en mars 1194, Richard contre-attaque rapidement. Il débarque en Normandie le 12 mai 1194 pour affronter le roi de France. Les mercenaires sont présents des deux côtés. La troupe de Cadoc est au service du Philippe Auguste. Quant à Richard, il paye les services des routiers de Mercadier. Les troupes de Mercadier sont mieux organisées que celles de Cadoc. Les batailles tournent à l'avantage du roi d’Angleterre, qui reprend Loches, et vole les chartes du royaume de France le 3 juillet 1194 à Fréteval. 
Le 14 janvier 1196, le traité de paix ratifié à Gaillon entérine certaines conquêtes de Phillippe, dont celle de Gaillon (confirmée en juillet 1196 au traité de Louviers). Quelques mois après le traité de Gaillon, le conflit reprend. Richard Cœur de Lion assiège Gaillon, défendu par Cadoc. Du haut de la tour, Cadoc repère Richard et le blesse d'un trait d’arbalète. Le trait atteint Richard au genou et tue son cheval. Richard, blessé, doit rester au repos durant un mois. Il lève le siège de Gaillon,,.
En 1197, Philippe Auguste rémunère Cadoc pour ses services dans la guerre contre le roi Richard : il le fait seigneur de Gaillon. Cadoc devient ainsi homme lige du roi de France. À ce titre, il devra servir avec quatre chevaliers,.

### 1203-1204. Au service de Philippe Auguste contre le roi Jean
À la suite de la mort d'Arthur en 1203, Jean sans Terre, vassal du roi de France pour la Normandie, est jugé par la cour des pairs de France. Elle le condamne à mort et le dépossède de la Normandie. Jean, resté en Angleterre, ne se soumet naturellement pas à ce jugement. En 1203, Philippe Auguste attaque donc la Normandie avec une armée. Dans cette campagne, Cadoc va s’illustrer. Philippe Auguste s'empare  rapidement de plusieurs places fortes et de l'île d'Andelys, mais le siège de Château Gaillard, commencé en août 1203, s'éternise.
À la fin de l'hiver, après sept mois de siège, trois remparts successifs restent toujours à prendre. Les défenseurs, commandés par Roger de Lacy, n'ont aucune intention de se rendre. Une nuit, Cadoc et 300 hommes réussissent à escalader la première muraille. Ils utilisent pour cela des échelles, des cordes, ainsi que leurs poignards pour creuser des prises. Le bruit réveille les défenseurs, et d'âpres combats commencent. Mais les troupes de Cadoc réussissent à miner une tour et à la faire s'écrouler, ce qui permet à des renforts d'arriver. L’ouvrage avancé est pris.
Cadoc va s'attaquer à la basse-cour (fortification). Une fenêtre basse de la chapelle est repérée. Durant une autre nuit, un certain Bogis escalade la muraille jusqu'à cette fenêtre. Il tend ensuite une corde pour permettre aux autres de monter. Soixante hommes de Cadoc se regroupent dans la chapelle. Ils en enfoncent les portes, et entament une dure lutte contre les 150 chevaliers de la garnison. Pendant que certains combattent, d’autres assaillants réussissent à faire entrer des renforts en rétablissant le pont mobile. Devant l'afflux d'ennemis, les hommes de Roger de Lacy se réfugient dans la troisième enceinte. Le château tombe en mars 1204. Sans doute pour le remercier de ses exploits, le roi de France confie la garde de Château Gaillard à Cadoc,,.
En 1204, ce dernier participe également à la conquête de l'Anjou. Il prend notamment la ville d'Angers, avec Guillaume des Roches.

### 1204-1210 Châtelain et bailli
En 1204, à la suite de la conquête de la Normandie, Philippe Auguste nomme Cadoc bailli de Pont-Audemer. Il va rester 15 ans à ce poste.
La même année, Cadoc récupère une partie des deux fiefs qui composaient le domaine du chevalier Gilbert d'Auteuil, dont le moulin d'Auteuil. Ces biens sont à Aubevoye, proche de Gaillon. Mais Gilbert d'Auteuil n'est pas totalement dépossédé de son fief. Quatre ans plus tard, il fera d'ailleurs un don important aux chanoines de la collégiale de Gaillon, que va fonder Cadoc.
Toujours en 1204, Philippe-Auguste donne à Cadoc un fief important à Bosc-Roger. Cadoc en fera don à la collégiale de Gaillon.
C'est en 1205 que Cadoc fait construire la collégiale Saint-Antoine à Gaillon et qu'il crée, en même temps, un collège de chanoines. Pour subvenir aux frais de construction et aux besoins des chanoines, il donne des biens, comme des rentes de blé, via une charte signée (entre 1205 et 1208) par les évêques d'Évreux, de Lisieux et d'Avranches,.
En avril 1205, Philippe Auguste donne à Cadoc la jouissance viagère de Tosny (Normandie). En effet, en 1204, Roger IV de Tosny, en raison de son soutien à Jean sans Terre, a perdu tous ses fiefs continentaux.
Le 24 mars 1207, Philippe Auguste ne donne pas suite à une enquête faite par Cadoc.
En 1209, Cadoc assiste à l'Échiquier de Pâques.

### 1210-1214. Nouvelles batailles

#### Conquête de l'Auvergne
En octobre 1210, Cadoc entreprend une nouvelle campagne en tant que chef mercenaire du roi. En Auvergne, une longue querelle oppose deux frères, fils de Robert IV comte d'Auvergne : Guy II, comte d'Auvergne, et Robert d'Auvergne, évêque de Clermont. Guy, théoriquement allié de l'Angleterre, dévaste l'abbaye royale de Mozac, possession capétienne, et fait prisonnier son frère. En 1210, Philippe Auguste  envoie des troupes au secours de l'évêque, sous les ordres de Guy II de Dampierre, seigneur de Bourbon, accompagné de l'archevêque de Lyon Renaud II de Forez, et de Cadoc. La guerre dure deux ans. En 1213, à la suite du siège de Tournoël, Philippe Auguste annexe une grande majorité du comté d'Auvergne. Il fait don des territoires conquis, désormais nommé Terre d'Auvergne, à Guy II de Dampierre,,.

#### Bataille de Damme
En 1213, Philippe Auguste veut porter la guerre contre Jean sans Terre en Angleterre. Pour envahir l'île, il constitue une flotte dont font partie les mercenaires de Cadoc. Une cuisante défaite, le 31 mai 1213, à Damme, sur les côtes de Flandre, le fait renoncer à ce projet. Cadoc aurait été blâmé pour cette défaite, car il pillait la ville tandis que la flotte était attaquée dans le port,.

#### Bataille de Bouvines
Le dimanche 27 juillet 1214, a lieu la célèbre bataille de Bouvines remportée par Philippe Auguste. Cadoc n'y participe pas en tant que chef mercenaire, mais sans doute comme seigneur de Gaillon, avec quatre chevaliers, conformément à son engagement pris en tant qu'homme lige du roi.

### 1214-1220. De retour dans ses terres de Normandie
En 1214, il assiste au jugement concernant la succession de Raoul IV Taisson.
En juillet 1216, Philippe Auguste donne à Cadoc et à deux autres seigneurs le château de Rouen, moyennant 30 livres de rente.
En février 1217, Philippe Auguste mande Cadoc pour gérer une affaire de donation d'une portion d'église.
En 1217, Philippe Auguste donne à Cadoc la terre de Jean de L'Isle, dans la baillie du Vaudreuil (Normandie), ainsi que  Sainte-Anastasie, dans la baillie d'Exmes (Normandie).

### 1220-1227. Emprisonné par Philippe Auguste
Cadoc vit principalement à Gaillon, même si ce lieu est assez éloigné de son bailliage. Il fait tache au milieu des autres baillis de Normandie, qui ont la réputation d'être justes et peu corrompus. Seigneur de Gaillon et bailli de Pont-Audemer, Cadoc vole et exproprie sans vergogne durant 15 ans. Des représentants de Pont-Audemer se plaignent de ses actes auprès du roi. En mars 1207, Philippe Auguste lui ordonne de laisser en paix les moines du Valasse,. De plus, il est accusé de n'avoir pas remboursé  au Trésor royal une dette de 14 200 livres parisis. En 1219 ou 1220, des troupes de Philippe Auguste prennent d'assaut le château de Gaillon. Cadoc est arrêté. Il perd ses biens et sa fonction de bailli. Il reste emprisonné sept ans durant,. La somme de 14 200 livres parisis est énorme quand on sait que les recettes du royaume de France, autour des années 1203-1205, sont estimées entre 70 000 livres parisis pour une année de paix et 130 000 pour une année de guerre.

### 1227-1231. Libéré
En août 1227, Blanche de Castille libère Cadoc. Pour payer sa dette, il s'engage à donner à la couronne toutes ses possessions immobilières (Gaillon, Tosny, le moulin d'Auteuil…). Ses amis cautionnent le surplus de sa dette. L'évêque d'Évreux, Richard de Saint-Léger, est le rédacteur de la charte de sa libération. Il est prévu d'excommunier Cadoc s'il ne tient pas parole,,.
En 1229, Cadoc est pensionnaire à l'abbaye de Saint-Denis, où il passe sans doute la fin de sa vie.
Il meurt en 1231,.

## Famille

### Son neveu Barthélemy Cadoc
Il a un neveu, Barthélemy Cadoc, qui est le fils de Jean Ier de Noës. Barthélemy est ecclésiastique en Normandie entre 1207 et 1250. Il est d'abord curé de Saint-Aubin-sur-Gaillon en 1215. Entre 1241 et 1248, il devient chanoine d'Évreux et fait plusieurs transactions foncières durant cette période.

### Ses enfants
Marié, Cadoc a au moins une fille, qui épouse un chevalier normand. Il s'agit d'un nommé Gervais, chevalier de Montreuil l'Argillé, dans le canton de Broglie.
Les Jean de Gaillon (I, II, III…) sont des descendants de Lambert Cadoc. Jean Ier de Gaillon pourrait être un de ses fils.

## Ses proches

### Barthélemy de Roye
Barthélemy de Roye, Grand chambrier (l'un des personnages les plus importants de la cour) de Philippe Auguste et de Louis VIII, croise la vie de Cadoc à de nombreuses reprises. En 1205, Cadoc se porte garant des engagements de Barthélemy de Roye lorsque celui-ci marie sa fille Alice à Jean, fils du comte de Breteuil-Leicester. Le nom de Barthélemy de Roye figure, parmi celui d'autres dignitaires, dans la charte rendue à la libération de Cadoc en 1227.

### Guillaume d'Aubevoie
En 1227, Guillaume d'Aubevoie fait partie de ses amis qui cautionnent le surplus de sa dette pour permettre sa libération.

### Philippe Auguste
Cadoc semble figurer parmi les proches de Philippe Auguste. Le roi lui accorde une grande confiance. Il lui rend visite au château de Gaillon plusieurs fois, en 1207 et en juillet 1208.
Cadoc est présent à de nombreuses reprises dans La Philippide (1214-1224), poème écrit à la gloire de Philippe Auguste par son chapelain Guillaume le Breton.

## Troupe de mercenaires
Cadoc et ses hommes sont d'origine galloise. Ils sont recrutés par Richard Cœur de Lion, qui les emploie dans sa guerre contre la France. Mais la haine des Gallois pour les Normands et les Saxons les fait passer du côté de Philippe Auguste. 
En 1202 et 1203, Cadoc est à la tête de 300 routiers payés par Philippe Auguste « 1 000 livres par jour ». Les mercenaires sont principalement des hommes à pied, possédant un armement homogène. Ils s’installent, au moins pour une partie d'entre eux, à Gaillon, avec Cadoc,,,,.
Les « 1 000 livres par jour » pour payer Cadoc et ses troupes sont certainement exagérées — qu'il s'agisse de livres parisis ou de livres tournois (0,8 livre parisis = 1 livre tournois). Le tarif de l'époque pour 300 sergents à pied est plutôt de l'ordre de 10 à 20 livres parisis par jour. Cadoc figure pour la somme de 4 400 livres angevines (1 livre angevine = 1 livre tournois) sur les comptes royaux de 1202 et 1203 (soit une moyenne de 12 livres par jour). La somme est certainement destinée à rémunérer les mercenaires.

## Sur l'eau
En plus d'être un redoutable mercenaire, notamment pour la prise de place forte, Cadoc est présent sur les eaux. Il est propriétaire d'un navire de 100 tonneaux pour lequel Philippe Auguste donne un permis de navigation en 1213. Le roi charge également Cadoc de surveiller l'embouchure de la Seine,.

## Sceau
Cadoc, devenu châtelain, utilise un sceau qui représente le château de Gaillon : un donjon entouré de murailles.

Il est visible sur ce lien.

## Fiction historique
Dans la série de Jean d'Aillon, Les Aventures de Guilhem d'Ussel, chevalier troubadour, composée de neuf romans, Guilhem d'Ussel, chevalier de fiction, rencontre plusieurs chefs de mercenaires : Mercadier, Lupicaire, Lambert Cadoc et Brandin.